# Kate Sheppard
Katherine Wilson Sheppard (* Catherine Wilson Malcolm, 10. března 1848 Liverpool – 13. července 1934 Christchurch) byla přední členka hnutí za práva žen na Novém Zélandu a sufražetka. Narodila se v Liverpoolu a v roce 1868 se s rodinou odstěhovala na Nový Zéland. Tam byla aktivní členkou různých náboženských a sociálních organizací včetně Woman's Christian Temperance Union (WCTU). V roce 1887 byla touto organizací jmenována do funkce národní superintendantky pro volební právo a legislativu.
Kate Sheppard prosazovala práva žen organizováním peticí a veřejných setkání, psaním dopisů do novin a vytvářením kontaktů s politiky. Byla redaktorkou The White Ribbon, prvních novin zaměřených na ženy na Novém Zélandu. Díky své dovednosti psát a mluvit na veřejnosti úspěšně obhajovala práva žen. Pomohly tomu i její pamflety Ten Reasons Why the Women of New Zealand Should Vote (Deset důvodů, proč by ženy na Novém Zélandu měly volit) a Should Women Vote? (Měly by ženy volit?). Její práce vyvrcholila peticí za práva žen, která získala 30 000 podpisů a byla předložena parlamentu, a v roce 1893 rozšířením volebního práva i pro ženy. Nový Zéland se tak stal první zemí s všeobecným volebním právem.
Sheppard byla první předsedkyní Národní rady žen Nového Zélandu, založené v roce 1896, a v roce 1916 napomohla k reformě této organizace. Později odcestovala do Británie, kde pomáhala v tamějším boji za práva žen. Se zhoršujícím se zdravotním stavem se vrátila na Nový Zéland, kde, ačkoliv již nebyla příliš politicky aktivní, i nadále psala o ženských právech. Zemřela v roce 1934.
V roce 1991 nahradila na novozélandské desetidolarové bankovce Alžbětu II.